# Yemé
Yemé, jedna od bandi Carrizo Indijanaca iz sjeveroistočnog Meksika (Tamaulipas) i susjednog Teksasa, kod današnjeg Lareda, gdje još žive u ranom 19. stoljeću. Yemé bi mogli biti pleme poznato kao Ymic koji se 1708. nalaze na Rio grande blizu misije San Juan Bautista. Postoji i manja vjerojatnost da su Yemé ili Ymic potomci Imimules ili Imipectes Indijanaca, što su obitavala u sjeveroistočnom Nuevo Leónu tijekom 17. stoljeća. -Jezično pripadaju porodici Coahuiltecan. Suvremeniji jezikoslovci Carrizose smatraju dijelom porodice Comecrudan.

## Vanjske poveznice
- Yemé Indians